# Meliturgula scriptifrons
Meliturgula scriptifrons là một loài Hymenoptera trong họ Andrenidae. Loài này được Walker mô tả khoa học năm 1871.